# Cody Miller
Cody Miller (Billings, 9 gennaio 1992) è un nuotatore statunitense, vincitore di una medaglia di bronzo ai Giochi olimpici di Rio de Janeiro 2016.

## Palmarès
- Olimpiadi

Rio de Janeiro 2016: oro nella 4x100m misti e bronzo nei 100m rana.
- Mondiali

Kazan 2015: oro nella 4x100m misti.
Budapest 2017: oro nella 4x100m misti.
- Mondiali in vasca corta

Doha 2014: argento nella 4x100m misti e bronzo nella 4x50m misti.
Windsor 2016: argento nella 4x50m misti.

## International Swimming League
| Stagione 2019 | Stagione 2020 | Stagione 2021 |
| ------------- | ------------- | ------------- |
| DC Trident    | -             | DC Trident    |